# Siseme sprucei
Siseme sprucei är en fjärilsart som beskrevs av Bates 1868. Siseme sprucei ingår i släktet Siseme och familjen Riodinidae. Inga underarter finns listade i Catalogue of Life.